# Moto Guzzi V9
Les Moto Guzzi V9 sont des motos néo-rétros de moyenne cylindrée commercialisées par le constructeur italien Moto Guzzi depuis 2016, déclinées en deux versions : Roamer en français : « vagabonde » et Bobber. Ces customs classiques remplacent la Nevada 750 et la 940 Bellagio, disparues du catalogue en 2014.

## Description
Le moteur est toujours un bicylindre en V à 90° à vilebrequin longitudinal, culbuté et refroidi par air. Il est de nouvelle génération, compact, et cube 853 cm3 (comme celui de la V85 TT sortie en 2019).

L'ABS (requis pour la norme Euro 4) et l'antipatinage (réglable et désactivable) sont livrés en série.

Le cadre est nouveau par rapport à la V7.

La Bobber montre un style pur. Sa hauteur de selle vaut 785 mm.

Le dessin des jantes est proche de roues à rayon.

Les poignées de maintien passager sont absentes.

Le réservoir goutte d'eau a une contenance de 15 L (21 L pour les V7).

Le poids tous pleins faits est de 210 kg.

La Roamer est plus routière que la Bobber, notamment grâce au pneu avant étroit de 19 pouces et au saute-vent.

La Roamer est vendue à sa sortie 9 990 €, la Bobber 10 390 €.
La Bobber Sport est une version spéciale de la Bobber, commercialisée en 2019 et 2020. Elle se distingue notamment par ses amortisseurs arrière Öhlins à triple réglage, sa selle monoplace et son feu avant abaissés.
En 2021, le bloc passe la norme Euro 5 et développe dorénavant 65 ch (gain de 10 ch). Les nouvelles V7 (Stone et Special) utilisent ce moteur.
La même année, apparaît la version Bobber Centenario pour célébrer le centenaire de la marque à l'aigle. Certaines pièces sont peintes en vert, une couleur qui fait référence à la légendaire Ottocilindri.